# 2023 au Liban
Chronologie du Liban
- 2019
- 2020
- 2021
- 2022
- 2023
- 2024
- 2025
- 2026
- 2027

Cet article présente les faits marquants de l'année 2023 au Liban ou concernant ce pays.

## Évènements
- 19 janvier : onzième cession pour l'élection présidentielle libanaise.
- 14 juin :  douzième cession pour l'élection présidentielle libanaise.
- Octobre 2023 : début de la guerre entre Israël et le Hezbollah.

## Cinéma
- La Nuit du verre d'eau, film franco-libanais réalisé par Carlos Chahine et sorti en 2023.
- 9 août : le film Barbie est interdit au Liban où il est accusé de faire la « promotion de l’homosexualité »[1]..

## Sport
- Championnat du Liban de football 2022-2023 : Al Ahed Beyrouth est champion pour la neuvième fois.